# Kloster Fiães
Das Mosteiro de Fiães, auch Mosteiro de Santa Maria de Fiães de Fenalibus, zu deutsch Kloster der heiligen Maria von Fiães, ist eine ehemalige Zisterzienserabtei in der Gemeinde (Freguesia) Fiães im Concelho Melgaço in Portugal. Das Kloster liegt an der Grenze zur spanischen  Region (Galicien), rund 7 km südöstlich von Melgaço, in beträchtlicher Höhe über dem Fluss Minho.

## Geschichte

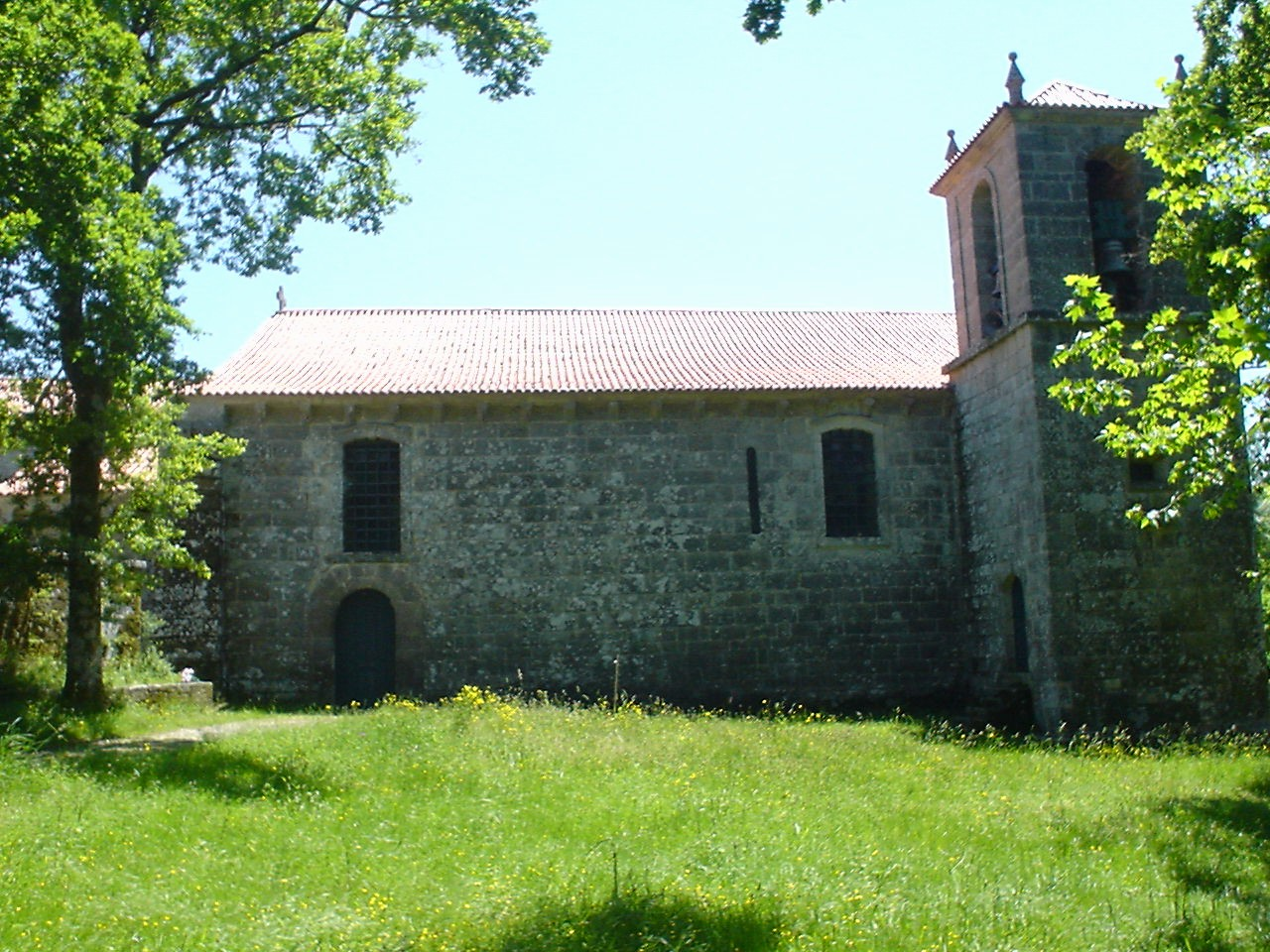
Ansicht von Norden

Das Kloster, ursprünglich ein Benediktinerkloster, wurde am Ende des 12. Jahrhunderts von den Zisterziensern übernommen; belegt ist eine Visitation von Kloster Armenteira im Jahr 1203 (als Gründungsjahr wird auch 1151 angegeben). Es gehörte als Tochterkloster von Kloster Tarouca der Filiation der Primarabtei Clairvaux an. Im 17. und 18. Jahrhundert fanden Umbauten statt. 1834 wurde das Kloster aufgelöst.

## Bauten und Anlage

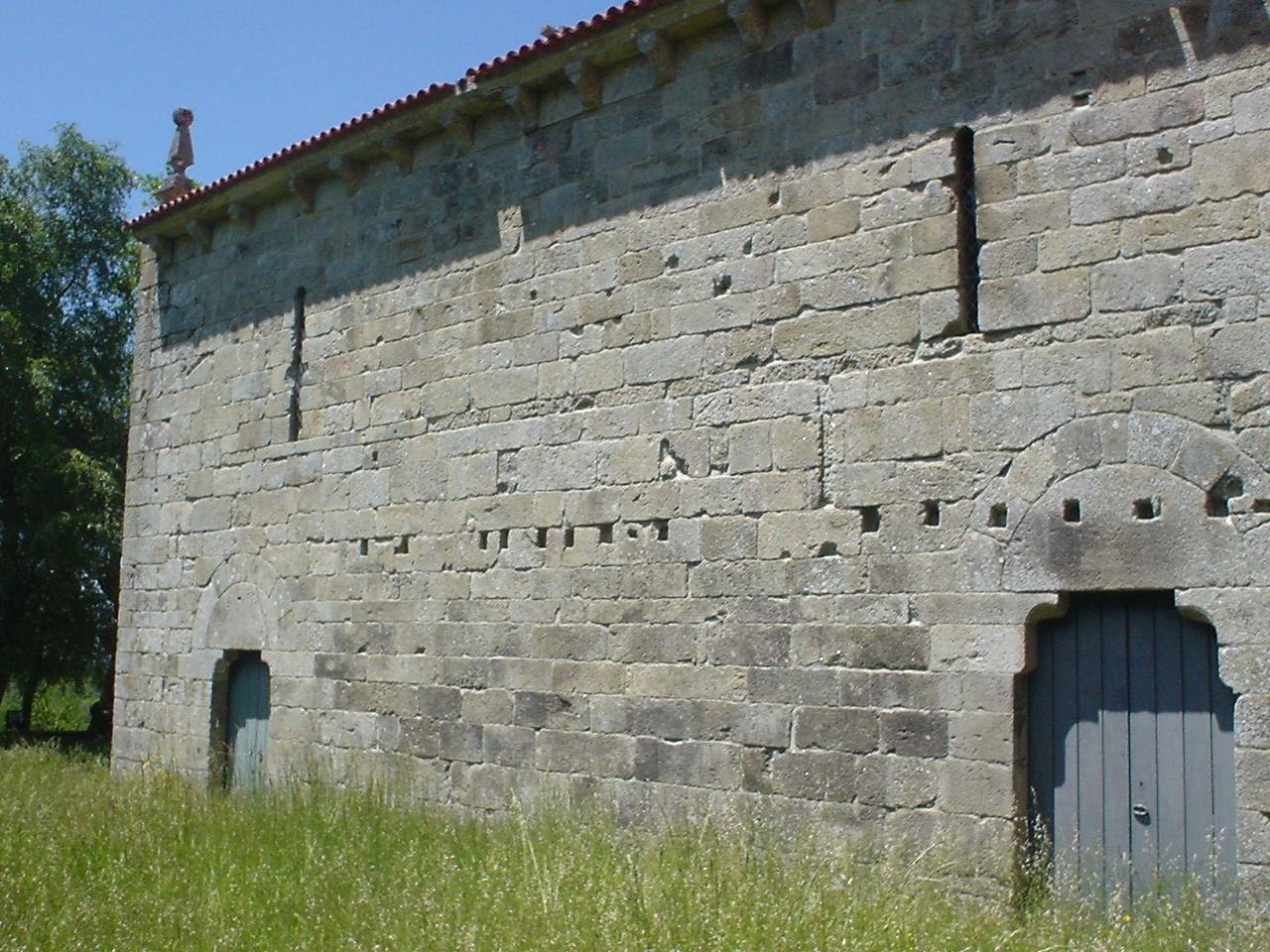
Ansicht von Süden

Die querschifflose Kirche ist durch Rundbogenarkaden von je vier Jochen in drei Schiffe geteilt. Der Kirchenraum reicht bis unter die Dachschrägen. Die leichte Bauweise der Arkaden entspricht der Renaissance und macht zusammen mit der geringen Dachneigung die Kirche zu einer Hallenkirche. Im Osten weist drei viereckige Kapellen auf: das Presbyterium (Hauptkapelle, port.: «capela mor») und zwei kürzere Nebenkapellen. Das Westportal ist noch gotisch, die Heiligennischen darüber gehören schon der Renaissance an, ebenso die beiden großen Fenster der nördlichen Längswand. Die Tore der Seitenwände können noch romanisch sein. Zur Romanik passen auch die Traufen der Nebenkapellen.
Der Turm im Nordwesten dürfte im 17. oder 18. Jahrhundert errichtet sein, eventuell zweizeitig, das Obergeschoss deutlich jünger als das Untergeschoss.
Im Südschiff befindet sich ein Grabmal für Fernâo Eanes de Lima, den Vater des ersten Visconde de Vila Nova de Cerveira.